# 天嘉宝祐
天嘉宝祐（てんかほうゆう、Thiên Gia Bảo Hựu、ティエンザーバオフー）は、ベトナム・李朝の高宗李龍𣉙の治世で使われた元号。1202年旧8月 - 1205年旧3月。天資宝祐にも作る。

## 西暦等との対照表
| 天嘉宝祐 | 元年    | 2年     | 3年     | 4年      |
| 西暦     | 1202年  | 1203年  | 1204年  | 1205年   |
| 干支     | 壬戌    | 癸亥    | 甲子    | 乙丑     |
| 南宋     | 嘉泰2年 | 嘉泰3年 | 嘉泰4年 | 開禧元年 |